# La bella di Roma
La bella di Roma è un film del 1955 di genere commedia diretto da Luigi Comencini con Alberto Sordi e Silvana Pampanini

## Trama
Nannina è fidanzata con un pugile fannullone e scapestrato che finisce in carcere dopo una rissa con un vigile urbano.
La ragazza, bella e provocante, viene assunta come cassiera in un bar di proprietà di Oreste, un vedovo che si innamora di lei, nonostante la gelosia della cognata, sua socia nella gestione del bar. La bellezza di Nannina attira anche l'attenzione di Gracco, un tappezziere che ha bottega di fronte al bar. Impenitente dongiovanni, egli tenta sempre di sfuggire agli obblighi famigliari per correre dietro ad avventure galanti.
Il sogno di Nannina è quello di aprire una trattoria e sembra avverarsi quando individua un locale di proprietà di un istituto di suore. Oreste le promette di finanziare l'iniziativa, ma poi deve amaramente rendersi conto che la sua attrazione di uomo anziano per Nannina lo espone al ridicolo. Gracco si offre di subentrare nell'affare, sperando così di aver l'occasione per sedurre Nannina. Ma una sera il figlioletto si perde ed egli, sconvolto dal dolore, promette con un voto solenne di ravvedersi.
Quando il ragazzino viene ritrovato, sano e salvo, Gracco cerca invano di farsi sciogliere dall'impegno assunto. Finalmente il voto è annullato, ed egli tenta allora un ultimo approccio verso Nannina, ma tutto  si concluderà invece con la recita del rosario assieme alla giovane ed alle suore proprietarie del locale ed è così che lo scopre la moglie che pensava invece di coglierlo in flagrante  tradimento.  La serenità famigliare di Gracco è salva, mentre Nannina riuscirà infine a coronare il suo sogno sia in amore che negli affari.

## Produzione
Prodotto dalla Lux Film la pellicola venne girata per gli interni negli studi di Cinecittà